# 米格爾·基思
米格尔·基思（英語：Miguel Hernandez Keith，1951年6月2日—1970年5月8日），美国海军陆战队员，被追授美国最高军事荣衔荣誉勋章。

## 简介
1969年1月21日，米格尔·基思在奥马哈入伍美国海军陆战队预备队。1969年5月1日，加入海军陆战队正规部队。1969年5月2日，前往加利福尼亚州圣迭戈的海军陆战队新兵基地进行训练，同年7月17日完成新兵训练。接着转到加利福尼亚州彭德爾顿营进行个人战斗训练，9月18日完成训练。
1969年11月6日，米格尔·基思到达南越。分配到海军陆战队第3远征军第一联合行动小组，担任步兵。1970年5月8日，在广义省的战斗中担任机枪手，在身负重伤的情况下依然向敌人发起进攻，使得其所在排能够击溃数量上占优势的敌军攻击，米格尔·基思在这次行动中被敌人的火力击中牺牲。
米格尔·基思于1969年8月1日晋升为一等兵，并于1970年4月1日晋升为下士。

## 荣誉
米格尔·基思获得的荣誉包括：
- 荣誉勋章
- 紫心勋章
- 作战行动勋表（英语：Combat Action Ribbon）
- 国防部服役奖章
- 越南服役奖章（一枚铜星）
- 越南共和國戰役獎章（英语：Vietnam Campaign Medal）

## 纪念
2017年，美国海军一艘远征移动基地舰ESB-5以其命名，即米格爾·基思號機動登陸平台艦（USS Miguel Keith）。